# ČSD-Baureihe 354.05
Die ČSD-Baureihe 354.05 bestand aus sechs Tenderlokomotiven österreichischer Herkunft, die nach dem Zweiten Weltkrieg der Tschechoslowakei zugesprochen wurden.
Die 354.0501–0503 und 0506 waren die ehemaligen 229.137, 178, 187 und 115 der kkStB, die 0504 war die ehemalige 229.405, die durch einen aus Umbau aus der 129.05 der kkStB entstand.
Die 354.0505 war die ehemalige 29.06 der kkStB.